# Nieborów

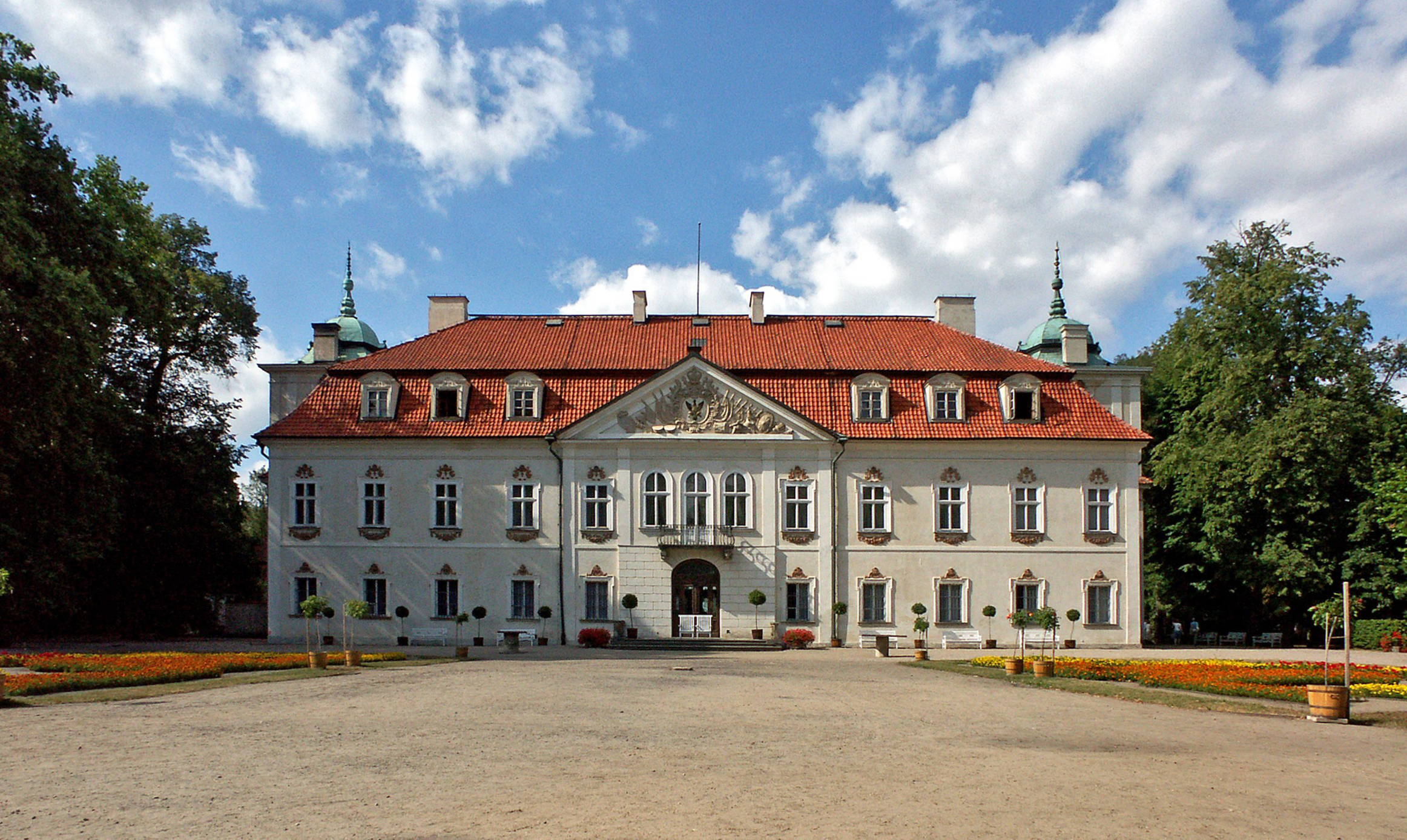
Schloss in Nieborów, Parkseite

Nieborów ist ein Dorf in Polen in der Woiwodschaft Łódź. Es ist Sitz der gleichnamigen Landgemeinde mit 9357 Einwohnern (Stand 31. Dezember 2020).
Die Ortschaft ist durch das gleichnamige Schloss und den bedeutenden Barockgarten bekannt. In der Nähe liegt der zugehörige Park Arkadia.

## Geschichte
Die Anfänge von Nieborów reichen in das ausgehende 12. Jahrhundert zurück. 1324 wurde eine Kirche errichtet. Außerdem befand sich schon damals ein hölzernes Herrenhaus in dem Ort. Der Ortsname Nieborów wird erstmals in Kirchenakten aus dem 14. Jahrhundert im Zusammenhang mit dem Eintreiben des Peterspfennigs erwähnt.
Anfang des 16. Jahrhunderts wurde in Nieborów ein Gutshof im Übergangsstil zwischen Gotik und Renaissance errichtet. Dieser Hof wurde bis zum Ende des 17. Jahrhunderts benutzt. Die Güter Nieborów befanden sich damals im Besitz des Adelsgeschlechts Nieborowski. Diese verkauften das Gut im Jahre 1694 an den Primas von Polen, Kardinal Michael Stephan Radziejowski, der hier durch den Architekten Tylman van Gameren, Baumeister der Königkapelle in Danzig, Barockschloss mit Garten errichten ließ.
Nach dem Tod des Kardinals wechselte das Gut häufig den Besitzer, ehe es im Jahre 1774 an den kunstsinnigen Michał Hieronim Fürst Radziwiłł überging, der später Woiwode von Wilna wurde. Fürst Radziwiłł ließ das Schloss prachtvoll im Stil der Zeit mit Möbeln und Kunstwerken ausstatten. Er begründete eine umfangreiche Bibliothek mit über 10.000 Bänden, darunter Wiegendrucke aus dem 15. Jahrhundert und das älteste Druckerzeugnis Polens. Auch legte Fürst Radziwiłł eine umfangreiche Gemäldegalerie an: er sammelte holländische, deutsche, italienische und spanische Malerei sowie Porträts polnischer und ausländischer Würdenträger. Das der Gemäldegalerie angegliederte Kupferstichkabinett umfasste zwischen zehn und zwanzigtausend Blätter.
Fürst Radziwiłł ließ durch Simon Gottlieb Zug Anfang der 1770er Jahre einen regelmäßigen französischen Garten vor dem Schloss anlegen.
Der Fürst interessierte sich auch für die ökonomischen Belange seines Gutes und stand der Einführung neuer landwirtschaftlicher Methoden aufgeschlossen gegenüber. Seine Ehefrau, Helena, geb. Przeździecki, war ebenfalls eine große Sammlerin und Kunstmäzenin. Sie veranlasste den wenige Kilometer entfernten romantischen Garten und nannte ihn Arkadia. Hier trafen sich Künstler der Aufklärung. Die Pavillons wurden mit zahlreichen Kunstwerken ausgestattet. Die Fürstin sammelte griechische und römische Antiken.
Nach dem Tod von Michał Hieronim Radziwiłł im Jahre 1831 kümmerte sich zunächst niemand mehr um Nieborów, da es einen Jahre andauernden Streit um die Erbschaft gab. Zehn Jahre war das Gut sich selbst überlassen, dann, 1841, hat schließlich der Sohn Michał Hieronims, Michał Gedeon Fürst Radziwiłł, Nieborów übernommen. Michał Gedeon Radziwiłł war General und einer der Hauptbefehlshaber des polnischen Novemberaufstandes von 1831. Nach seinem Tod ging das Gut in den Besitz von dessen Sohn Zygmund Fürst Radziwiłł über. Dieser erwies sich allerdings als arger Verschwender und hat Nieborów nach und nach wirtschaftlich vollkommen ruiniert. Um an Geld zu kommen, ließ er in Paris den besten Teil der Gemäldegalerie und der Bibliothek versteigern. Auch verkaufte er Arkadia mit seinen wertvollen Kunstwerken an fremde Hände. Zum Glück trat Zygmund Radziwiłł das Gut im Jahre 1879 an seinen Neffen Michał Piotr Radziwiłł ab und emigrierte nach Frankreich. Der neue Besitzer kaufte Arkadia zurück und gründete 1881 eine Majolikamanufaktur, die auch das Schloss mit Zierkachelöfen und Kunstkeramik ausstattete. Auch eine Möbelmanufaktur wurde damals gegründet. Michał Piotr Radziwiłł war auch bestrebt, die Bestände der Bibliothek durch Neuankäufe zu ergänzen. Er starb 1903 kinderlos. Seine Witwe verkaufte Nieborów drei Jahre später an einen entfernten Cousin, Janusz  Radziwiłł. Dieser war ein Politiker der Zwischenkriegszeit und hat in den Jahren 1922 bis 1929 die Innenräume im Schloss teilweise umbauen lassen. Er machte  Nieborów zu einem mondänen Treffpunkt, der von Politikern und Vertretern der hohen Gesellschaft aufgesucht wurde. Bis Februar 1945 blieb Janusz Radziwiłł im Besitz von Nieborów. Dann wurde die Familie von der NKWD verschleppt und in ein Lager bei Krasnogorsk verbracht, wo Janusz Radziwiłłs Gemahlin starb. Er selbst konnte 1947 zwar nach Warschau zurückkehren, das Schloss und das Gartenensemble von Nieborów und Arkadia waren da aber schon verstaatlicht und als Außenstelle des Nationalmuseums von Warschau der Öffentlichkeit zugänglich gemacht worden. Janusz Radziwiłł starb 1967.
In Nieborów fanden die Dreharbeiten für den in Polen bekannten Kinderfilm „Akademia Pana Kleksa“ („Die Akademie von Herrn Klecks“) statt.

## Gemeinde
Zur Landgemeinde (gmina wiejska) Nieborów gehören das Dorf selbst und weitere Dörfer und Ortschaften mit insgesamt 19 Schulzenämtern.

### Verkehr
Im Gemeindegebiet liegen der Bahnhof Bednary und der Haltepunkt Mysłaków an der Bahnstrecke Warszawa–Poznań; der Bahnhof Bełchów und der Haltepunkt Bobrowniki an der Bahnstrecke Skierniewice–Łowicz.

## Schloss
Siehe Hauptartikel: Schloss Nieborów

## Söhne und Töchter der Ortschaft
- Józef Jarzębski (1878–1955), Geiger und Musikpädagoge
- Wilhelm Kotarbiński (1848–1921), polnisch-russischer Maler.